# كلارا آرثر
كلارا آرثر (بالإنجليزية: Clara Arthur)‏ هي سفرجات أمريكية، ولدت في 1858، وتوفيت في 1929.